# 广州话
廣州話，又稱為廣東話、廣府話、粵語、廣東省城話、白話。學界所指廣州話，乃現時广州及香港所講之粵語，主要通行於珠江三角洲地区、香港、澳門、粤东、粤西、广西（如梧州市区、南宁市区部分地区）、东南亚以及外洋唐人街。

## 歷史
「廣州」一名於三國時期已經存在，范围比现在的廣州大得多，覆盖大部分岭南地区。「廣州」區域至唐朝才有所縮減，但是仍然覆蓋整个廣東珠三角地區。清代廣東學者陳澧認為廣州音密合於隋唐韻書切語，為他方所不及：「廣州人聲音之所以善者，蓋千餘年來中原之人徙居廣中，今之廣音實隋唐時中原之音。」廣州語言學家麥耘認為，粵語形成於南漢時期，南宋末期大批北方移民進入珠江三角洲地區，受南宋共同語影響形成粵語廣府片，並與西部粵語（如勾漏片）、平話拉開距離。

## 狹義的使用範圍

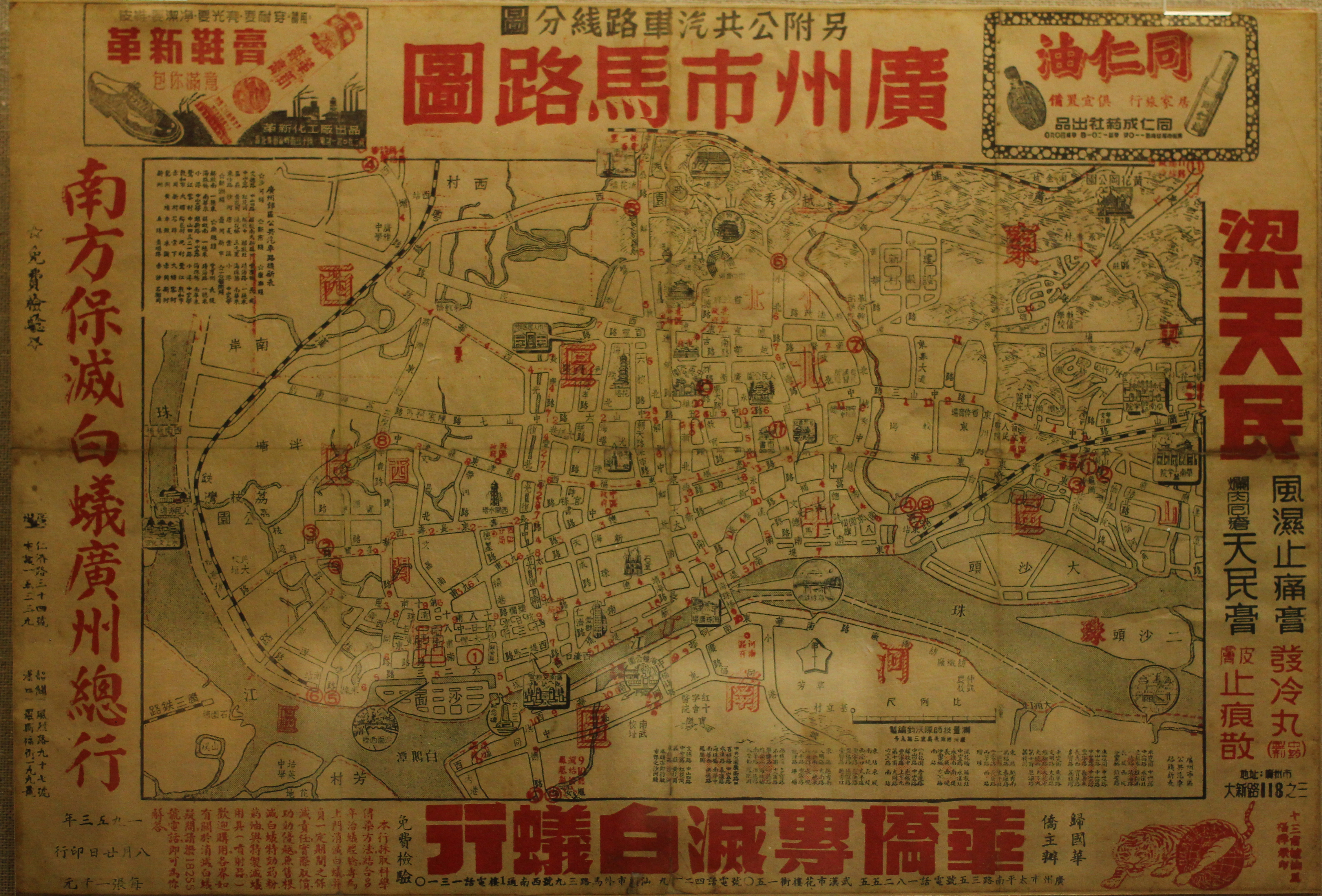
廣州市1953年的地圖，可見現在海珠區西北部靠近珠江的區域（即圖中所見的「河南區」）才屬於市區。

通常稱自己的口音為廣州話及以之為母語的人，基本上都是廣州舊城區（2005年行政區劃調整前的：東山區、越秀區、荔灣區、海珠區舊河南區域）的長期居民。除此之外，廣州市其餘各區亦有部分人能說一口地道廣州話。不過近年來，由於舊城拆遷、城市規劃以及城市公共交通發展等問題，已經有大量廣州市區居民從舊城區遷出至新城區（主要是白雲區、芳村區、天河區），但基於社會福利（包括就業、學位、養老等）的考慮，有相當一部分廣州人的戶口實際仍處於舊四區當中，並未進行遷移。
改革开放后，广州市中心的大量市民，由於廣州當局大興城市開發建设，被迫搬迁到政府在郊区兴建的安置房，廉租房，经适房小区（类似于香港的公屋、居屋），變相「抽疏老城區」，影響居住人口成分。 
此外，廣府地區（粵語廣府片，又稱粵海片）、韶關、清遠、粵西等部分年輕人除了當地方言外，一般也能說廣州話。廣東電視台自啟播起，就使用廣州話作為廣播語言，對廣東省各地居民的語言影響深遠。而在廣州的學校讀書的其他粵語方言學生及非粵語的外地學生，因社交需要，普遍能使用部分廣州話作交流。而香港粵語基本是由傳統廣州話演化而來，因此與廣州音非常接近，區別在於香港粵語在詞彙方面有更多外來語，如來自英語的外來語。
學界所說的廣州話，也常常指廣州或香港所說的標準語音，以其作為標準粵語，同時也是粵語廣府片（又稱粵海片）的代表語。

## 音系
以下列出的音系以廣州老派城內音爲準。香港粵語也常作爲廣府粵語標準音的代表，其音系參見香港粵語條目。

### 音節首
廣州話共有20種音節首（包含可實現爲[ʔ]的零音首{∅}）：
|        |        |          | 雙脣音 | 脣齒音 | 齒-齦音 | 齦音  | 硬齶音 | 軟齶音 | 聲門音  |
| ------ | ------ | -------- | ------ | ------ | ------- | ----- | ------ | ------ | ------- |
| 爆破音 | 不送氣 | 非圓脣化 | /p/    |        | /t/     |       |        | /k/    | {∅} [ʔ] |
| 爆破音 | 不送氣 | 圓脣化   |        |        |         |       |        | /kʷ/   |         |
| 爆破音 | 送氣   | 非圓脣化 | /pʰ/   |        | /tʰ/    |       |        | /kʰ/   |         |
| 爆破音 | 送氣   | 圓脣化   |        |        |         |       |        | /kʰʷ/  |         |
| 塞擦音 | 不送氣 | 非圓脣化 |        |        |         | /t̻͡s̻/  |        |        |         |
| 塞擦音 | 送氣   | 非圓脣化 |        |        |         | /t̻͡s̻ʰ/ |        |        |         |
| 擦音   | 清     | 非圓脣化 |        | /f/    |         | /s̻/   |        |        | /h/     |
| 鼻音   | 濁     | 非圓脣化 | /m/    |        | /n/     |       |        | /ŋ/    |         |
| 邊近音 | 濁     | 非圓脣化 |        |        | /l/     |       |        |        |         |
| 近音   | 濁     | 非圓脣化 |        |        |         |       | /j/    |        |         |
| 近音   | 濁     | 圓脣化   |        |        |         |       |        | /w/    |         |

### 韻基
若不包含邊緣音系，廣州話音系包含的韻基如下表所示（包括音節鼻音[m̩]和[ŋ̍]）：
| 無音尾 | 無音尾 | 無音尾 | 無音尾 | 無音尾 | 無音尾 | 無音尾 | 半元音音尾 | 半元音音尾 | 半元音音尾 | 半元音音尾 | 半元音音尾 | 半元音音尾 | 半元音音尾 | 半元音音尾 | 半元音音尾 | 半元音音尾 |
| ------ | ------ | ------ | ------ | ------ | ------ | ------ | ---------- | ---------- | ---------- | ---------- | ---------- | ---------- | ---------- | ---------- | ---------- | ---------- |
| /äː/   | /e̞ː/   | /ø̞ː/   | /o̞ː/   | /iː/   | /yː/   | /uː/   | /äːj/      | /ɐ̝̆j/       | /ĕ̽j/       | /o̞ːj/      | /uːj/      | /ɵ̞̆ɥ/       | /äːw/      | /ɐ̝̆w/       | /ŏ̽w/       | /iːw/      |
| 鼻音音尾 | 鼻音音尾 | 鼻音音尾 | 鼻音音尾 | 鼻音音尾 | 鼻音音尾 | 鼻音音尾 | 鼻音音尾 | 鼻音音尾 | 鼻音音尾 | 鼻音音尾 | 鼻音音尾 | 鼻音音尾 | 鼻音音尾 | 鼻音音尾 | 鼻音音尾 | 鼻音音尾 |
| -------- | -------- | -------- | -------- | -------- | -------- | -------- | -------- | -------- | -------- | -------- | -------- | -------- | -------- | -------- | -------- | -------- |
| /äːm/    | /ɐ̝̆m/     | /iːm/    | /äːn/    | /ɐ̝̆n/     | /ɵ̞̆n/     | /o̞ːn/    | /iːn/    | /yːn/    | /uːn/    | /äːŋ/    | /ɐ̝̆ŋ/     | /e̞ːŋ/    | /ø̞ːŋ/    | /o̞ːŋ/    | /ɪ̞̆ŋ/     | /ʊ̞̆ŋ/     |
| 塞音音尾 | 塞音音尾 | 塞音音尾 | 塞音音尾 | 塞音音尾 | 塞音音尾 | 塞音音尾 | 塞音音尾 | 塞音音尾 | 塞音音尾 | 塞音音尾 | 塞音音尾 | 塞音音尾 | 塞音音尾 | 塞音音尾 | 塞音音尾 | 塞音音尾 |
| -------- | -------- | -------- | -------- | -------- | -------- | -------- | -------- | -------- | -------- | -------- | -------- | -------- | -------- | -------- | -------- | -------- |
| /äːp̚/    | /ɐ̝̆p̚/     | /iːp̚/    | /äːt̚/    | /ɐ̝̆t̚/     | /ɵ̞̆t̚/     | /o̞ːt̚/    | /iːt̚/    | /yːt̚/    | /uːt̚/    | /äːk̚/    | /ɐ̝̆k̚/     | /e̞ːk̚/    | /ø̞ːk̚/    | /o̞ːk̚/    | /ɪ̞̆k̚/     | /ʊ̞̆k̚/     |
| 音節性鼻音 | /m̩/ | /ŋ̍/ |

### 聲調
廣州話有9個聲調（不包含變調）：
| 聲調名稱 | 聲調記號 | 調值     | 常用代稱 | 拼寫代數 | 字例 | 國際音標           | 粵拼        |
| -------- | -------- | -------- | -------- | -------- | ---- | ------------------ | ----------- |
| 陰平     | ˥、˥˧    | 55、53   | 第一聲   | 1        | 淹   | /jiːm˥/、/jiːm˥˧/  | jim1        |
| 陰上     | ˨˥、˧˥   | 25、35   | 第二聲   | 2        | 掩   | /jiːm˨˥/、/jiːm˧˥/ | jim2        |
| 陰去     | ˧        | 33       | 第三聲   | 3        | 厭   | /jiːm˧/            | jim3        |
| 陽平     | ˨˩       | 21       | 第四聲   | 4        | 炎   | /jiːm˨˩/           | jim4        |
| 陽上     | ˩˧       | 13       | 第五聲   | 5        | 染   | /jiːm˩˧/           | jim5        |
| 陽去     | ˨        | 22       | 第六聲   | 6        | 驗   | /jiːm˨/            | jim6        |
| 上陰入   | ˥        | 55（短） | 第七聲   | 1 或 7   | ×    | /jip̚˥/             | jip1 (jip7) |
| 下陰入   | ˧        | 33（短） | 第八聲   | 3 或 8   | 醃   | /jip̚˧/             | jip3 (jip8) |
| 陽入     | ˨        | 22（短） | 第九聲   | 6 或 9   | 葉   | /jip̚˨/             | jip6 (jip9) |

## 詞彙
廣州話中除了粵語中所含的詞語之外，還吸收不少潮州話及客家話的詞語，例如「口渴」讀成「口涸」、「喉乾」或「口乾」。另外廣州也是外國人的集中地，有不少外來語，如士多、士多啤梨、摩登等等，與香港相同。廣州本地也有一些原創的詞語，如黃犬（蚯蚓）、塘尾（蜻蜓）。廣州話經常在形容某事情誇張時，喜好用「好」字，如：「好大」、「好開心」、「好鍾意」等。

### 古漢語詞
粵語使用了不少現代標準官話不再常用的單字或者詞彙，例如：
- 渠：他之意，今作「佢」，「渠所謂小令，蓋市井所唱小曲也。」明王驥德《曲律》
- 尋日：昨日之意，「尋日尋花花不語。」（程垓，宋詞）
- 擸雜：可以隨手取得的物品，被隨處放置的物品等，例句「收埋你啲擸雜嘢。」

粵語保留了不少可能與古漢語相關的詞彙，例如：
- 崖：危險之意，原為「懸崖上的小屋」[註 1]，引申為很危險之意，今常用近音字「牙煙」表示。

### 英語等外來詞彙
由於廣州歷來是外貿港口，很多詞彙受到英語影響，如稱：
| 廣州話 | 普通話   | 英文       |
| ------ | -------- | ---------- |
| 波     | 球       | Ball       |
| 士多   | 小商店   | Store      |
| 的士   | 出租車   | Taxi       |
| 巴士   | 公共汽車 | Bus        |
| 迷你   | 小       | Mini       |
| 摩登   | 現代     | Modern     |
|        | 草莓     | Strawberry |
| 啤梨   | 梨       | Pear       |
| 肥佬   | 不合格   | Fail       |

但這些詞語在中國其他地方卻很少見到，故它們成為珠三角地區特有的詞彙。然而「的士」一词，已几乎蔓延全大陆，由过去说「截出租车」到现在流行说「打的」。

## 標準口音

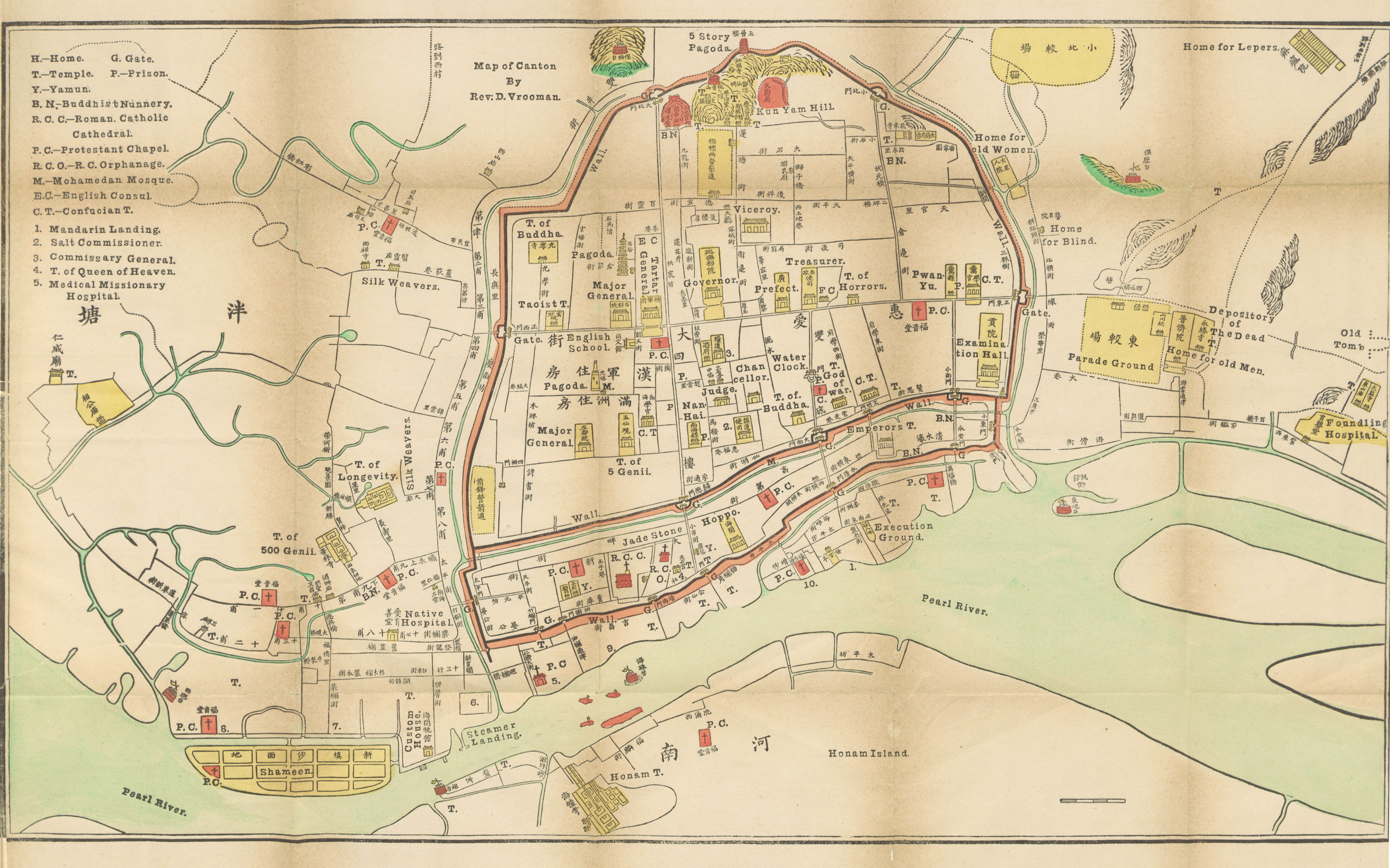
1890年廣東省城地圖，由紅色城牆包圍的為廣州城內，城牆以西為西關一帶，即地圖的左邊區域，北至長庚里（後成為長庚路，現人民北路與東風西路交界）、南至太平路（打銅街）珠江海皮。

### 廣州音
粵語中廣州口音最多使用者為廣州城一帶，學者以廣州城內音作為正宗廣州音，但廣州話其實包含城內音、西關音、番禺音，廣州音字典也有少量收錄佛山、中山口音，視為「俗音」。粵語代表音的制定都取自粵語廣州音，粵語及粵音字典多從廣州音，廣州音被認定為粵語的代表口音。

#### 廣州子音
廣州除西關與東山音外，尚有多個子口音，為舊時仍是農村郊區的語音，現已大部分失落。深圳本地的白話發音比較短。

### 書面語
廣州話中有相當多的詞語來自古漢語，因此習慣用詞精簡，例如「房子」稱為「屋」，亦有些老式詞語「過往」、「舊時」，現在叫「以前」。
隨著在兩廣（廣東、廣西）大力推廣普通話，普通話成為強制性教學生活語言，學生很難在學校裡學習到傳統的粵語發音、詞彙，而大量改用普通話詞彙。例如「淘貨」（掃貨）、「老廣州」（街坊、街里）、「倒是」（反而係）、「老鄉」（鄉里）等，這類明顯的普通話詞彙時常混入廣州話中，部分已經成為廣州話詞語，如「落班」（放工,收工）、落課（落堂）、單位（廣州指任職機關或公司,香港指度量衡單位或樓宇住宅）、機關（廣州指政府組織機構,香港指一種機械裝置）、戶口（廣州指家庭户籍,香港多指銀行賬戶）。

### 香港粵語
香港粵語是香港地區使用的廣州話。長久以來，香港對當地的廣州話口語並沒有正式的名稱，民眾最常稱之廣東話，而香港官方則稱之為粵語。1970年代之前，香港地區的廣州話混合了多種地區的粵語口音，如媽姐按順德音叫成馬姐，但傾向以廣州話為準。1980年代開始，香港廣州話口語的標準稱謂，廣東話比廣州話及白話等名稱較普及。以前習慣稱廣州話做廣東話的人主要是外省移民（包括臺灣），他們稱粵人的廣州話為廣東話。
香港粵語口音標準主要源自廣州話，加入了香港本地文化，慢慢地形成為具有香港特色、以口語為主的語言。由於香港為英國統治150多年，英國將大量英語詞彙帶入香港，香港人亦早已習慣中英混合使用。粵語是香港的法定語言之一，政府內部溝通以及發佈消息也以廣州話與英語進行，廣播媒體大部份設有廣州話頻道。雖然港式廣州話使用者眾多及覆蓋面很廣，不過港式廣州話只當作一種廣州話口語變體，即使香港有所謂粵語正音運動，但仍未作為口音標準。另外，由何文匯博士所發起的粵語正音運動，提倡根據宋朝《廣韻》一書中的切韻方法，恢復當時的讀音，由於該運動得到各大電子傳播媒介及香港政府部門的支持，致使香港社會普遍對某些詞彙的發音與廣泛的珠江三角洲粵語系地區產生脫節。

### 四邑土白話
四邑白話（不是指四邑方言）有一些不同於廣州音及香港音的特點，如落雨讀作落水，好大雨讀作好大水，並且沒有雨這一概念。開窗讀作後元音開倉。不如廣州話香港話般有豐富的口語變調，如口語條件、事件、部隊、排隊、開會、委員會、立法會、議會皆讀作第6調陽去，而不是像廣州音及香港音變調為第2調陰上，釣魚讀作第4調陽平而非第2調陰上。作業簿讀作捕部而非寶保（並母，可參考薄）。掉垃圾讀作調立濕。腸粉、大腸讀作牆詳而非搶。女陰除了hɐi55還可以是pit̚53（咇）

### 馬來西亞粵語
怡保市和吉隆坡內念英文學校的華人雖然會說华语（標準官話），但是依然能說廣東話。部分念華語學校的華人說的華語也帶有廣東話音。由於部分當地華人長期受香港電影及香港電視的影響，因此怡保廣東話與港式廣州話十分接近。
在馬來西亞，馬來語是必修的語言，當地人的廣州話也受到馬來文的影響，如咖啡，當地人會唸成「個B」（「KOPI」是馬來文）；也会受到福建移民使用的闽南语影响，如奶茶會唸成「茶」（「TEH」是闽南話的发音），鴛鴦會唸成「摻」（「CAM」是闽南話的发音）。不過現在的華人家長們都重視普通話多於廣州話，在马来西亚华人圈通用的馬來西亞華語亦以北京話为基准。

## 廣州話與港式粵語
兩地口音的區別最主要在於對部分特定事物的稱謂，例如「摩托車」與「電單車」、「冰箱」與「雪櫃」、「膠擦」 與 「擦膠」、「麵包車」與「VAN仔」等等。在1990年代之前，受香港产品影响，有些事物在廣州的慣稱與今日香港一樣，如「雪櫃」和「冷氣」等。這些變化與當局的政策及省港两地经济发展状况有直接關係。
儘管香港教育界向來承認香港使用的是廣州語音，但近年香港推行的「粵語正音運動」卻使得兩地某些字音有分裂的趨勢，但這基本不會影響雙方交流。另外，廣州人說話平穩，近年口語常受到普通話發音及詞語影響；香港人說話急促，容易造成懶音，常直接混用英語單詞。廣州電視節目上常出現普通話與廣州話直接對話，但在現實中，不少居住廣州的非粵裔人士未有熟練掌握廣州話。
隨著兩地人員交流越趨頻密，以及廣播傳媒的影響下，除「廣州話」與「廣東話」的爭議外，上述兩地差異已逐漸縮小。在外界看來，這種大同小異的差別顯得微不足道，因此一般不會為了口音或常用詞而作出正式的分辨。

## 影響力
廣東官方一向以廣州話作為省內的官方語言，因此廣東民間習慣以廣州話在省內溝通，大部分人以廣州話為母語。直至中央政府在廣東推广普通话後，廣東省各級政府改用普通话作為官方語言，廣州話在廣東省內的影響力迅速萎縮。在廣西也遭受同樣的困境，公共媒體大幅減少廣州話節目，相反地大量增加普通話節目，使廣州話在廣西的影響力也正逐漸減弱。
香港、澳門的官方、媒體以廣州話為通用語言，部分書面媒體也常用廣州話白話文，廣州話成為香港和澳門民眾主要的溝通語言，當中以香港影響力最大。因為香港的廣州話流行曲在東亞及東南亞地區受歡迎，因此廣州話在這些地區也較有流行文化和影響力。因廣東籍和香港的海外移民數量龐大，使廣州話成為大多數海外廣東籍移民的通用語言。
有些廣州話詞彙被北京話吸收，可是大多數的外省人，因為不甚明白原本的出處，本來的語意，說話時的環境（語境），令到後來使用上語義和用字很多都有改變。
例子：
- 買單：源自「埋單」，來自「埋尾結單」（結帳），還有去到最後的意思。官話用諧音「買單」，只取結帳之意。
- 打的：源自「搭的士」，即「坐出租車」的意思，现谓扬手示意的士停驻，道地说法应是“截的士”。
- 沒卵用：源自「無撚用」，即沒用，在中間加入粗口字撚（本字為𡳞），以增強語氣。

## 外部連結
- 粵語審音配詞字庫 （页面存档备份，存于）
- 香港貿易發展局 文字發聲工具 － 可即時轉化為普通話或廣州話發音
- Google粵語輸入法 （页面存档备份，存于）
- 廣州話語音翻译朗讀（简体中文）
- 粵語維基百科 Wikipedia:唔同粵語地區用字習慣 （页面存档备份，存于）